# Плоскость Немыцкого
Плоскость Немыцкого — общетопологический пример совершенного пространства, не являющегося нормальным. Обозначается, как правило, {\displaystyle L}. 
Определена Александровым и Хопфом в 1935 году и используется в курсах по общей топологии как «универсальный контрпример»: дидактическая ценность её в том, что благодаря простоте построения плоскость Немыцкого может быть наглядно представлена студентам на первых же лекциях по общей топологии, и в дальнейшем использоваться как сквозной пример для всего курса.

## Построение
Строится как подпространство плоскости с точками {\displaystyle (x;y)}, где {\displaystyle y\geqslant 0} с изменением топологии в точках {\displaystyle (x;0)}:
база окрестностей таких точек — открытые круги {\displaystyle B((x,\epsilon ),\epsilon )} и сама точка {\displaystyle (x;0)}, где {\displaystyle B(p,r)} — круг радиуса {\displaystyle r} с центром в точке {\displaystyle p}.
Отсутствие нормальности вытекает из такого же наглядного замечания, как и в случае с квадратом стрелки: {\displaystyle L} — сепарабельное пространство с несчётным замкнутым дискретом (ось абсцисс имеет даже мощность континуума).

## Свойства
Плоскость Немыцкого является связным, сепарабельным ({\displaystyle d(L)=\omega }) и нелинделёфовым ({\displaystyle l(L)=2^{\omega }}), вещественно полным пространством. 
Его клеточность и характер счётны ({\displaystyle c(L)=\omega }, {\displaystyle \chi (L)=\omega }), а вес — несчётен ({\displaystyle w(L)=2^{\omega }}). 
При этом не является счётно паракомпактным, слабо паракомпактным, локально компактным пространством.